# Hancock (Vermont)
Hancock ist eine Town im Addison County des Bundesstaates Vermont in den Vereinigten Staaten mit 359 Einwohnern (laut Volkszählung von 2020). Die Gemeinde ist benannt nach John Hancock.

## Geografie

### Geografische Lage
Die Gemeinde liegt auf der Westflanke der Green Mountains. Größere Wasserläufe sind Emmerson's Branch, ein Zulauf des White River und der Leicester River, der in den Otter Creek mündet. Die hauptsächliche Besiedlung liegt im Osten der Town; der westliche, gebirgige Teil der Town wird von einem Landschaftsschutzgebiet bedeckt. Die Oberflächliche ist hügelig. Höchste Erhebung ist der 984 m hohe Monastery Mountain.

### Nachbargemeinden
Alle Angaben als Luftlinien zwischen den offiziellen Koordinaten der Orte aus der Volkszählung 2010.
- Nordosten: Granville, 9,5 km
- Osten: Rochester, 10,1 km
- Südosten: Pittsfield, 10,0 km
- Süden: Chittenden, 4,7 km
- Westen: Goshen, 7,7 km
- Nordwesten: Ripton, 8,7 km

### Klima
Die mittlere Durchschnittstemperatur Hancocks liegt zwischen −8,3 °C (17 °Fahrenheit) im Januar und 20,0 °C (68 °Fahrenheit) im Juli. Damit ist der Ort gegenüber dem langjährigen Mittel der USA im Winter um etwa 10 Grad kühler, während im Sommer das untere Mittel in den USA erreicht wird. Die Schneefälle zwischen Mitte Oktober und Mitte Mai liegen mit bis zu fünfeinhalb Metern etwa doppelt so hoch wie die mittlere Schneehöhe in den USA, die tägliche Sonnenscheindauer liegt am unteren Rand des Wertespektrums der USA.

## Geschichte
Die Fläche wurde am 7. November 1780 durch Thomas Chittenden zur Besiedlung ausgerufen und am 31. Juli 1781 an eine Gruppe um Samuel Willcox verkauft. Zur Besiedlung kam es aber erst ab 1788; die konstituierende Ortsversammlung fand am 18. Juni 1792 statt.
Der Ort lebt in erster Linie von Land- und Holzwirtschaft, in geringem Umfang auch von Tourismus. Mehr als 80 % seiner Fläche werden vom Green Mountain National Forest, einem Nationalpark, belegt.

### Religionen
In Hancock ist eine Gemeinde der United Church of Christ angesiedelt. 

### Einwohnerentwicklung
| Volkszählungsergebnisse – Town of Hancock | Volkszählungsergebnisse – Town of Hancock | Volkszählungsergebnisse – Town of Hancock | Volkszählungsergebnisse – Town of Hancock | Volkszählungsergebnisse – Town of Hancock | Volkszählungsergebnisse – Town of Hancock | Volkszählungsergebnisse – Town of Hancock | Volkszählungsergebnisse – Town of Hancock | Volkszählungsergebnisse – Town of Hancock | Volkszählungsergebnisse – Town of Hancock | Volkszählungsergebnisse – Town of Hancock |
| Jahr                                      | 1700                                      | 1710                                      | 1720                                      | 1730                                      | 1740                                      | 1750                                      | 1760                                      | 1770                                      | 1780                                      | 1790                                      |
| ----------------------------------------- | ----------------------------------------- | ----------------------------------------- | ----------------------------------------- | ----------------------------------------- | ----------------------------------------- | ----------------------------------------- | ----------------------------------------- | ----------------------------------------- | ----------------------------------------- | ----------------------------------------- |
| Einwohner                                 |                                           |                                           |                                           |                                           |                                           |                                           |                                           |                                           |                                           | 56                                        |
| Jahr                                      | 1800                                      | 1810                                      | 1820                                      | 1830                                      | 1840                                      | 1850                                      | 1860                                      | 1870                                      | 1880                                      | 1890                                      |
| Einwohner                                 | 149                                       | 311                                       | 442                                       | 472                                       | 455                                       | 430                                       | 448                                       | 420                                       | 382                                       | 283                                       |
| Jahr                                      | 1900                                      | 1910                                      | 1920                                      | 1930                                      | 1940                                      | 1950                                      | 1960                                      | 1970                                      | 1980                                      | 1990                                      |
| Einwohner                                 | 253                                       | 287                                       | 300                                       | 303                                       | 371                                       | 391                                       | 323                                       | 283                                       | 334                                       | 340                                       |
| Jahr                                      | 2000                                      | 2010                                      | 2020                                      | 2030                                      | 2040                                      | 2050                                      | 2060                                      | 2070                                      | 2080                                      | 2090                                      |
| Einwohner                                 | 382                                       | 323                                       | 359                                       |                                           |                                           |                                           |                                           |                                           |                                           |                                           |

## Wirtschaft und Infrastruktur

### Verkehr
Wichtige Verkehrsrouten sind die nordsüdlich durch das Tal des White River ziehende Vermont Route 100 und die westlich nach Ripton und Middlebury führende Vermont Route 125. Dagegen sind weder eine Bahnstation noch ein nahegelegener Flugplatz verfügbar.

### Öffentliche Einrichtungen
Hancock verfügt über keine eigenen öffentlichen Einrichtungen. Die nächstgelegenen Krankenhäuser sind das Porter Medical Center in Middlebury und das Gifford Medical Center in Randolph.

### Bildung

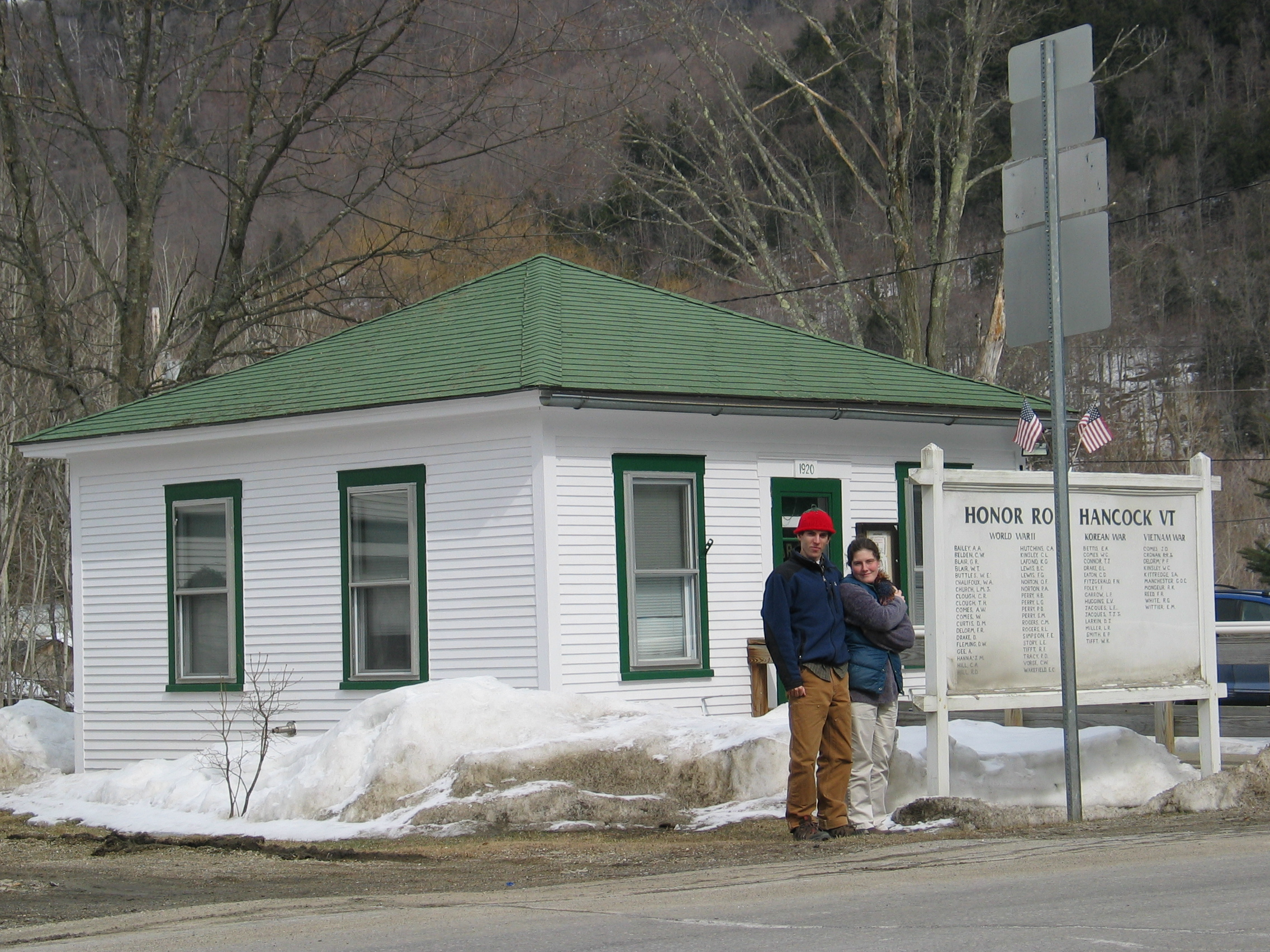
Hancock Free Library

Die im Ort ansässige Hancock Village School wurde im Jahr 2010 geschlossen. Schulkinder besuchen nun Schulen in den umliegenden Gemeinden. So befindet sich die nächstgelegene Highschool in Randolph und die nächsten Colleges in Middlebury, Hanover in New Hampshire und Burlington. Die nächstgelegenen Universitäten finden sich in Middlebury, Norwich und Burlington.
Die Hancock Free Library befindet sich an der Vermonte State Route 125. Ferner gibt es das von Tom Perera hier im Jahr 1987 gegründete und noch heute betriebene EnigmaMuseum.